# Ommatius major
Ommatius major là một loài ruồi trong họ Asilidae. Ommatius major được Becker miêu tả năm 1925. Loài này phân bố ở miền Ấn Độ - Mã Lai.